# Fabricio Agosto Ramírez
Fabricio Martín „Fabri“ Agosto Ramírez (* 31. Dezember 1987 in Las Palmas) ist ein spanischer Fußballtorhüter. Er stand zuletzt beim FC Fulham unter Vertrag.

## Karriere
Der Kanarier Fabri stammt aus der eigenen Jugend von Deportivo. Sein erstes Profispiel in der Primera División durfte er bei der 3:4-Auswärtsniederlage beim FC Villarreal am 13. Januar 2008 bestreiten. Dies jedoch nur, da die beiden eigentlichen Torhüter des Erstligisten, Gustavo Munúa und Dudu Aouate, sich im Training geprügelt hatten und von Trainer Miguel Ángel Lotina bis Saisonende suspendiert wurden. An Fabri waren unter anderem Vereine wie der FC Arsenal interessiert.
Im Sommer 2009 verließ Fabri seinen Heimatverein und wechselte zum Ligakonkurrenten Real Valladolid. Dort konnte er sich nicht durchsetzen und wechselte im Sommer 2010 in die Segunda División zu Recreativo Huelva.
Zur Saison 2016/17 wechselte er zum türkischen Erstligisten Beşiktaş Istanbul. In seiner ersten Saison bestritt er 32 Spiele und gewann am 3. Juni 2017 die Türkische Meisterschaft.
Im Sommer 2018 wurde er von Beşiktaş Istanbul, für circa vier Millionen Euro, an den Premier-League-Aufsteiger FC Fulham verkauft. Dort unterschrieb er einen Vertrag bis zum 30. Juni 2021. Einer enttäuschenden Spielzeit 2018/19 in Fulham mit gerade einmal zwei Ligaeinsätzen folgte in der Saison 2019/20 ein Leihengagement in Spanien bei RCD Mallorca mit vier Pflichtspieleinsätzen.

## Titel und Erfolge
- Türkischer Meister: 2017